# Cry for Happy
Cry for Happy (br: Uma Certa Casa de Chá em Kyoto) é um filme de estadunidense de 1961, dirigido por George Marshall e lançado pela Columbia Pictures.

## Elenco
- Glenn Ford como Andy Cyphers
- Donald O'Connor como Murray Prince
- Miiko Taka como Chiyoko
- James Shigeta como Suzuki
- Miyoshi Umeki como Harue
- Michi Kobi como Hanakichi
- Howard St. John como Admiral Bennett
- Joe Flynn como MacIntosh
- Chet Douglas como Lank
- Tsuruko Kobayashi como Koyuki
- Harriet E. MacGibbon como Mrs. Bennett
- Robert Kino como  Mr. Endo
- Bob Okazaki como Izumi
- Harlan Warde como Chaplain
- Nancy Kovack como Camile Cameron
- Ted Knight como Lt. Glick
- Bill Quinn como Alan Lyman

## Recepção
O filme recebeu críticas mistas. Bosley Crowther, do The New York Times, escreveu que "muita bobagem" acontece no filme - "bobagem do tipo que parece ter sido escrito por um roteirista desesperado no trabalho... Não se surpreenda, de fato, com o que acontece em esse filme imbatível, derivado de um romance de George Campbell, que deve ter sido melhor, pelo menos. E não fique desapontado, pois você foi solenemente avisado". Variety chamou o filme de "decepção", com humor "desigual e em grande parte baixo, exagerado ou óbvio, e as estrelas têm pouco a quem afundar seus dentes".
Roger Angell, do The New Yorker, chamou o filme de "um trabalho irritante, que me fez querer chorar, mas não de alegria". Charles Stinson, do Los Angeles Times chamou o filme de "um esforço moderadamente divertido - mesmo que você já tenha visto todas as suas mordaças três dúzias de vezes antes". Stinson acrescentou que a única coisa que distinguia Cry for Happy das muitas outras comédias era o diálogo de Irving Brecher, que era "profissionalmente elegante e brilhante".